# Myopites eximia
Myopites eximia es una especie de insecto del género Myopites de la familia Tephritidae del orden Diptera.

## Historia
Seguy la describió científicamente por primera vez en el año 1932.